# Jean-Jacques Boelpaepe
Jean-Jacques Boelpaepe (Elsene, 1 februari 1944) is een Belgisch politicus.

## Levensloop
Als gegradueerde in arbeidswetenschappen werd Boelpaepe beroepshalve onderwijzer in Anderlecht. Vervolgens was hij bediende op de studiedienst van de socialistische vakbond FGTB en pedagogisch inspecteur in Sint-Lambrechts-Woluwe. Ook was hij kabinetsmedewerker van ministers Léon Defosset en Lucien Outers en burgemeester van Sint-Lambrechts-Woluwe Georges Désir.
Hij werd politiek actief voor het FDF en werd voor deze partij in 1982 verkozen tot gemeenteraadslid van Anderlecht, een functie die hij tot in 2006 uitoefende. Hij werd er eveneens van 1995 tot 2000 schepen van Cultuur en Jeugd en van 2001 tot 2006 eerste schepen, bevoegd met Cultuur, Onderwijs, Musea, Schone Kunsten, Buitenschoolse Activiteiten, Culturele Centra en Bibliotheken en van 2003 tot 2004 waarnemend burgemeester. Kort voor de gemeenteraadsverkiezingen van 2006 kwam hij in opspraak wegens mogelijke fraude en misbruik van financiële middelen via vzw's die hij beheerde en op gemeentesubsidies mochten rekenen en Europese projecten beheerden. Ook rezen er vragen over de vele buitenlandse reizen van de schepen en de hoge gsm-kosten die daarmee gepaard gingen. In nasleep hiervan deed hij afstand van zijn bevoegdheden als schepen en werd zijn kandidatuur bij de gemeenteraadsverkiezingen geschrapt. Er kwam tevens een gerechtelijk onderzoek, dat echter niets opleverde en bijgevolg in juli 2007 geklasseerd werd.
In september 2011 raakte bekend dat het FDF hem niet op de kandidatenlijst in Anderlecht voor de gemeenteraadsverkiezingen van 2012 wilde plaatsen. Hij stapte vervolgens uit de partij en trad toe tot de MR. Hij stond vervolgens op de derde plaats op de Anderlechtse MR-lijst en werd opnieuw verkozen tot gemeenteraadslid. Ook was hij van 2012 tot 2018 schepen van Sociale Zaken, Administratief toezicht op het OCMW, Gezondheid, Hygiëne, Gelijke Kansen, Pensioenen en het Sociaal Steunpunt voor Huisvesting. Nadien zetelde Boelpaepe nog tot in december 2024 als gemeenteraadslid, al was hij vanaf november 2023 verhinderd wegens ziekte. 
Hij werd voor korte tijd, als oudste (onafhankelijke) raadslid, als voorzitter van het OCMW in december 2024 benoemd nadat Lotfi Mostefa (PS), hemzelf opvolger van Mustapha Akouz (PS), als schepen werd benoemd, en bleef dit tot in februari 2025. Eind januari 2025 stapte hij over van MR naar Team Fouad Ahidar, omdat hij het stilzwijgen van zijn vroegere partij over het schandaal rond onterecht uitgekeerde leeflonen door het OCMW hekelde. Voor TFA zetelt Boelpaepe sinds februari 2025 in de OCMW-raad van Anderlecht.
Eveneens zetelde hij van 1999 tot 2004 in het Brussels Hoofdstedelijk Parlement. Boelpaepe was er van 1999 tot 2001 lid van de commissie Infrastructuur, Openbare Werken en Verkeerswezen en zetelde van 1999 tot 2004 in de commissie Binnenlandse Zaken en van 2001 tot 2004 in de commissie Leefmilieu, Natuurbehoud en Waterbeleid.